# Danielle Bigata
 (décembre 2019).
Danielle Bigata, née le 1er mai 1941 à Bordeaux, est une sculptrice française.

## Biographie
Danielle Bigata naît le 1er mai 1941 à Bordeaux (Gironde),,,. Elle est la fille unique d’un couple de commerçants. Elle réalise sa première sculpture, L’Homme sorti du chêne, d'une hauteur de 2 m, sur le bassin d’Arcachon en 1957. Bravant l’interdit familial, les gérants d’un restaurant de Piquey lui offrent d’exposer pour la première fois ses peintures en 1958. Toutes les toiles sont vendues. Elle en profite pour demander son émancipation et tenter de vivre de son art. De 1958 à 1961, elle fréquente les cours du soir de l'école des beaux-arts de Bordeaux et enchaîne des petits emplois dans la journée. Elle s’essaie à la restauration de tableaux grâce à la confiance de quelques antiquaires qui lui confient des toiles. Mais elle s’aperçoit rapidement qu’il faut une vraie technique pour maîtriser ce métier. Elle se présente alors à l’Institut central de restauration de Rome, où le directeur l’intègre. Elle y reste de 1965 à 1969.  
De 1970 à 1971, Danielle Bigata réalise à Paris des portraits d’artistes du spectacle et du cinéma dans le but de réaliser une exposition à New-York. En 1972, 50 portraits sont exposés, de Michel Simon à Barbara, en passant par Annie Cordy et Paul Meurisse.  
En 1979, elle effectue un voyage d’études en Pologne à Gdansk et à Varsovie. Elle fait un stage à Rome en 1983 et un voyage d’études à New-York en 1987.
Quelques commandes consacrent la réussite de cette exposition, notamment la décoration des bureaux d’un avocat international, le portrait du directeur du New York Times et le portrait de l’écrivain William Saroyan. De retour dans le sud-ouest, Danielle Bigata acquiert un moulin à eau du XIIIe siècle en ruine à Saint-Médard-en-Jalles. Elle y ouvre son atelier de restauration qui verra passer de nombreuses œuvres des monuments historiques et des musées. Simultanément, elle est engagée à Paris pour donner des cours de restauration[Où ?], deux jours par semaine.
Elle s'installe ensuite à Saucats. Simultanément, pendant 15 ans, elle affine sa technique de taille directe dans le marbre et prépare sa première exposition de sculptures à Paris en 1989. 
En 1990, cessant toutes ses autres activités, elle entreprend de sculpter un monument en marbre de 5 tonnes, Icare, les racines du Ciel. Pour acquérir son statut de « maître sculpteur » elle choisit un marbre de Pietrasanta, la carrière de Michel-Ange. Il lui faudra 18 mois de travail pour achever ce travail personnel. 
En 1996, elle fait un voyage d’études au Zimbabwe à Tengenenge.
Puis sous le seul nom de Bigata, pour masquer son genre, elle participe à des concours internationaux. Elle en gagne plusieurs. Dès lors les commandes affluent, en Allemagne puis en France. 

## Inspiration
Pour tous ses monuments en marbre, qui ne sont pas des commandes, son inspiration est mythologique : Icare, Gaïa, Narcisse, l’Amazone, Prométhée, Ganymède. Bigata  parcourt le monde, comme elle en rêvait enfant, toujours carnet de dessin à la main. Des Pygmées aux Indiens Yanomamis, en passant par la maternité Yao, Rapa Nui ou le Mandarin, ce ne sont pas des portraits des personnes rencontrées, mais la synthèse du ressenti de la personnalité de chaque ethnie. Elle étudie l'attitude, le port de tête, la morphologie autant que les traits.

## Œuvres

### Sculpture
- Saint-Macaire, musée de la Poste : Gargouille, 1977.
- Cazaux : Spad 13 et Buste du commandant Marzac, 1985.
- Duhort-Bachen : Bacchus : M. Guérard, 1990.
- Langon :
  - Icare les racines du Ciel, 1990-1991, marbre[5] ;
  - Ondin et la Source, 2000, fontaines en bronze.
- Bordeaux, conseil départemental de la Gironde : La Carioca, 1993.
- Biberach an der Riß, Allemagne : Scène de village, 1994.

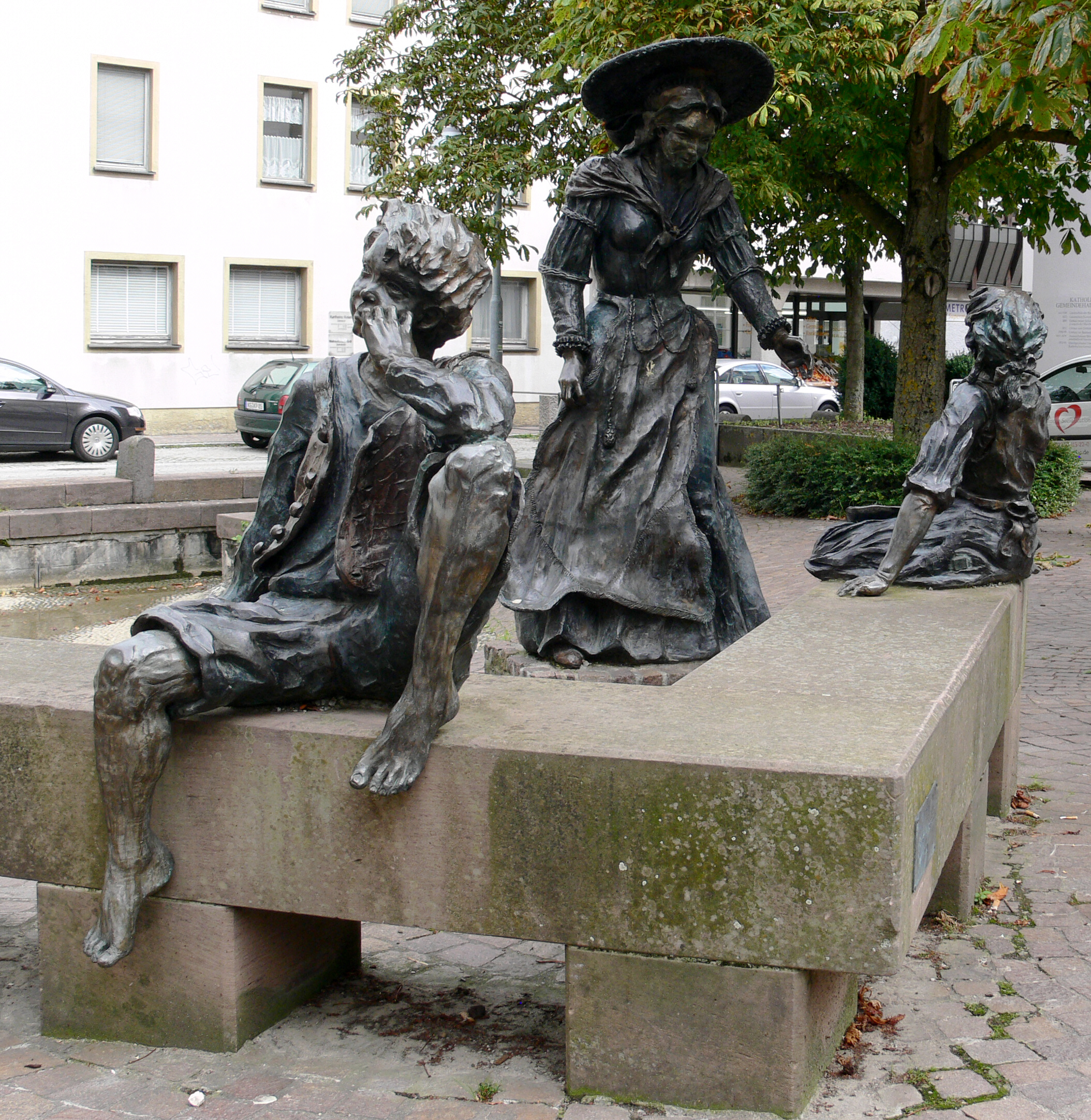
Scène de village (1994), Biberach an der Riß.
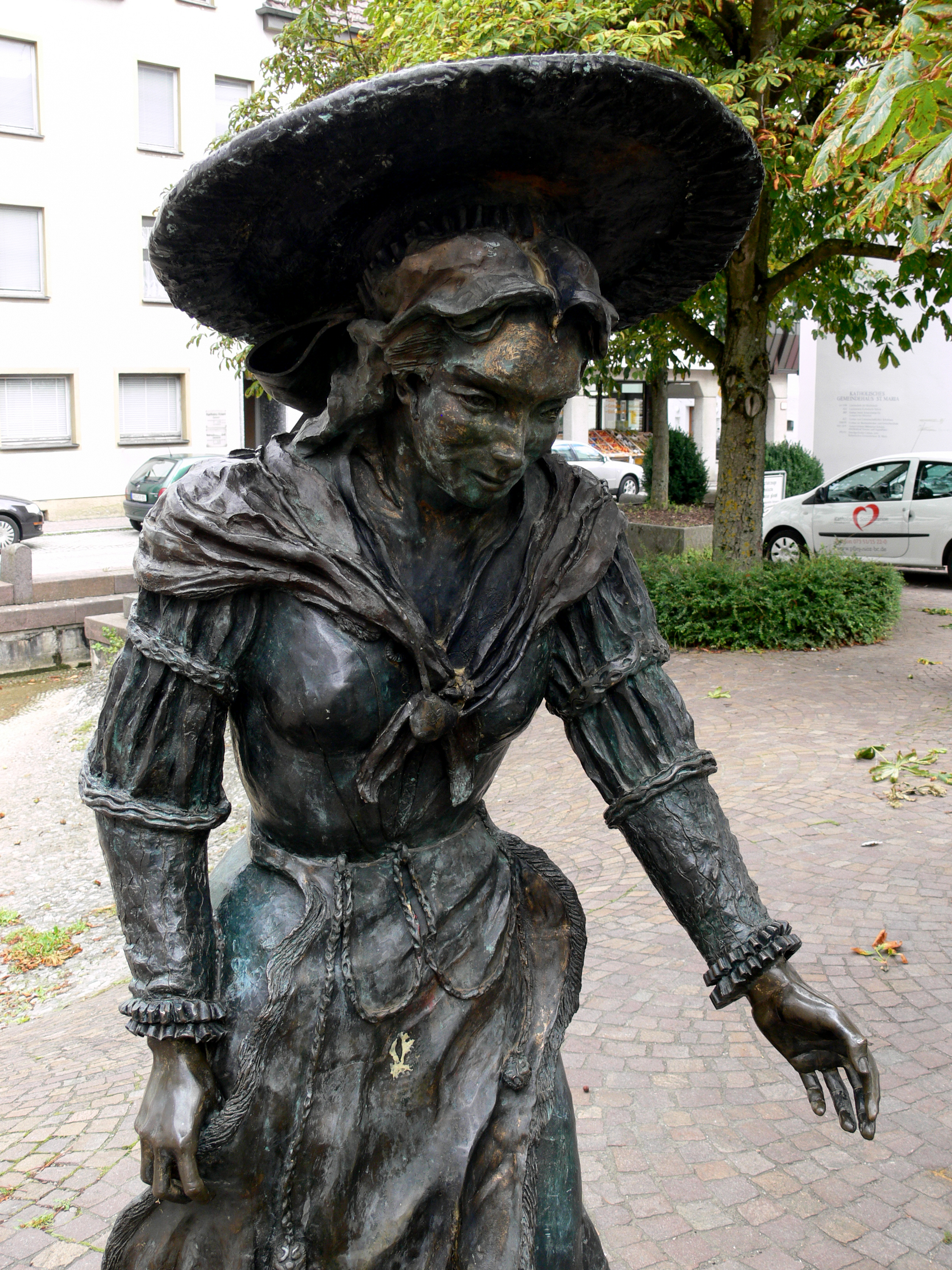
Scène de village (1994), détail, Biberach an der Riß.

- Saint-Symphorien, collège : François Mauriac, 1995.
- Espagne : Buste de la princesse Diane de Wurtemberg, 1995.
- Gradignan :
  - La Tragédie et la Comédie, L'Enfant et la musique, 1995 ;
  - Pèlerin de Compostelle, 1997, bronze ;
  - Gaïa, Terre des Hommes, 1998, marbre[6] ;
  - Jeux d’enfants au mur, 2001, bronze ;
  - théâtre des 4 Saisons : Aïda dansant, 2002 ;
  - Giuseppe Verdi, 2002 ;
  - Musée plein air : Escale Bigata, 2011[7] ;
  - serre : Bacchante, 2015 ;
  - Oreste en proie aux furies, 2016, marbre ;
  - Donation d'œuvres pour la création d’une artothèque de sculptures à Gradignan en 2017[8].
- Saucats :
  - Laboratoire Protidiet : Caresse sensuelle, 1996.  
  - Narcisse, source de l’eau blanche, 2000, marbre.
- Saint-Émilion, mairie : Bacchus, 1999, bronze.
- Pfungstadt, Allemagne : Der Müller, 2003.

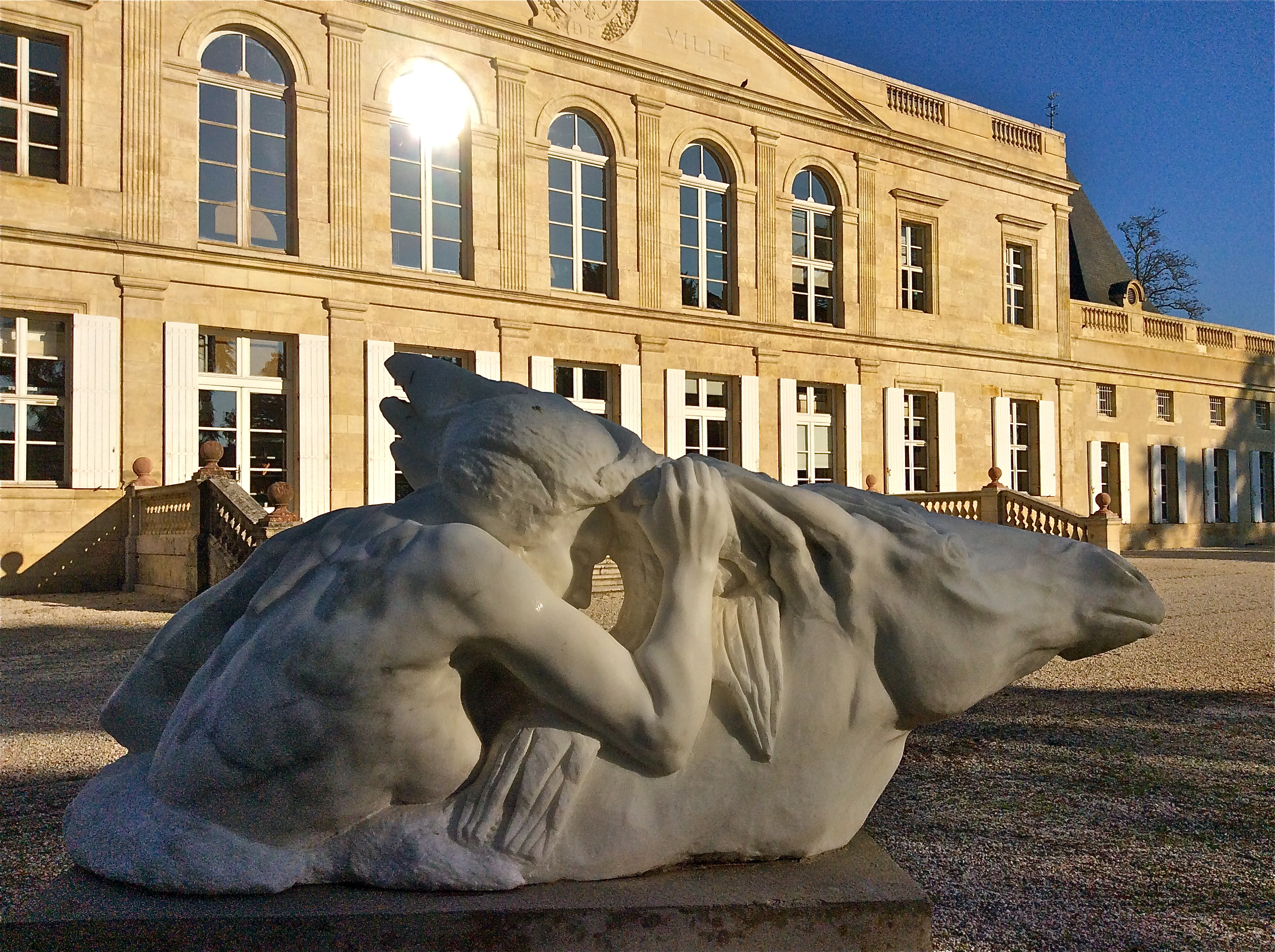
L'Amazone-osmose (1996), marbre blanc, Gradignan.
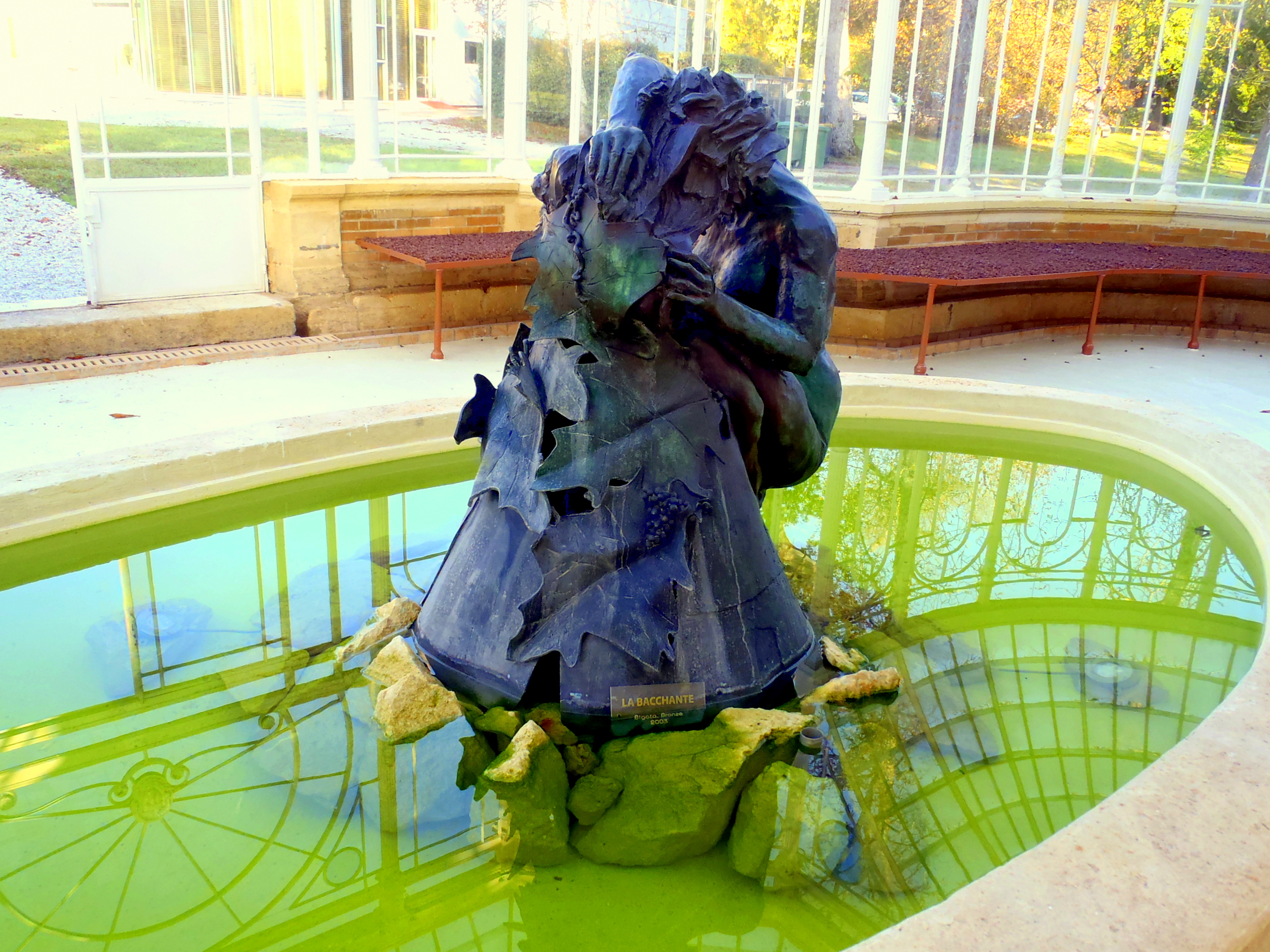
Bacchante (2015), Gradignan.

### Publications
- Absolus, avec Jean Vautrin et Alain Pujol, Éditions Opales, 1992  (ISBN 2-908799-08-1)[9].
- Akuna Matata, Éditions Opales, 2000  (ISBN 2-908799-50-2).
- Bigatanes, Éditions Opales, 2002  (ISBN 2-908799-66-9).
- Vies à Vies, Éditions Pleine Page et Opales, 2006  (ISBN 2-913406-32-7).
- Face à Faces, Éditions la Part des Anges, 2011  (ISBN 978-2-912882-34-9).

## Expositions de 1971 à 2006
- Forum des Arts d’Abzac.
- Ambassade de France, New York.
- IDDAC, Saint-Médard-en-Jalles.
- Centre culturel des Carmes, Langon.
- Foire internationale d’Ibiza, Baléares, Espagne.
- Centre de la Pierre, Bordeaux.
- Festival de France, musée de Saumur.
- Galerie Herouet et galerie Arts Tournelles, Paris.
- Historisches Rathaus Pfungstadt, Allemagne.
- Citadelle de Blaye, couvent des Minimes.
- Musée Marzelles de Marmande.
- Talence en Fêt, château Peixotto, Sculptures en liberté.
- Herzogindiane Altchausenschloss, Allemagne.
- Festival international de Sculpture, Mont-de-Marsan.
- Vatica, 3e Biennale d’art sacré, Volterra, Sienne, Rome[10].
- Saibam à Montréal, Canada, invitée d'honneur.
- Ville de La Teste de Buch, invitée d'honneur.
- Léognan en Arts, invitée d'honneur.
- Exposition internationale de Saint-Loubés, invitée d’honneur.
- Exposition internationale, festivals des Jardins, Bordeaux.
- La Coupole à Saint–Loubés, rétrospective.

## Récompenses
- Mérite national français
- Diplôme Arts Sciences et Lettres
- Prix de la Ville de Pessac 1968 et 1972
- Médaille d’or de Saint-Estèphe
- Médaille d’argent des arts et métiers, Paris
- Médaille d’or, base aérienne de Cazaux
- Grand prix départemental des métiers d’art
- Grand prix de sculpture de la Ville de Bordeaux
- Médaille d'honneur de Beautiran
- Médaille d'or du Rayonnement universel de Montréal, Canada.
- Médaille d’or du conseil général de la Gironde pour l’ensemble de son œuvre.